# Socket 3
Le Socket 3 est le dernier socket pour les processeurs de la famille 486 à être arrivé sur le marché (son successeur hypothétique le Socket 6 est resté sur le papier). La différence avec le Socket 2 est qu'il permet d'utiliser des processeurs fonctionnant à 3,3 V. Il a été créé par Intel lorsque les ingénieurs se sont rendu compte que les Pentium OverDrive (en) chaufferaient trop si la tension du processeur était à 5 V.
Cette tension servit aussi au 486 DX4 apparu en mars 1994. Les concurrents d'Intel utilisèrent à leur tour cette tension pour leurs clones ainsi que leur processeurs compatibles, comme par exemple le DX5 d'AMD (plus connu sous le nom de 5x86) et le 5x86 de Cyrix (qui est différent de celui d'AMD).